# Мятас, Ристо
Ристо Мятас (эст. Risto Mätas; род. 30 апреля 1984, Тарту) — эстонский легкоатлет, специалист по метанию копья. Выступал за сборную Эстонии по лёгкой атлетике в 2003—2018 годах, трёхкратный бронзовый призёр Кубка Европы по зимним метаниям, победитель и призёр первенств национального значения, участник двух летних Олимпийских игр.

## Биография
Ристо Мятас родился 30 апреля 1984 года в городе Тырва Эстонской ССР.
Впервые заявил о себе в лёгкой атлетике на международном уровне в сезоне 2003 года, когда вошёл в состав эстонской сборной и выступил на юниорском европейском первенстве в Тампере, где занял в метании копья итоговое 12-е место.
Будучи студентом, в 2005 году представлял Эстонию на Универсиаде в Измире, но в финал здесь не вышел.
В 2006 году метал копьё на чемпионате Европы в Гётеборге.
В 2007 году стал шестым на Универсиаде в Бангкоке.
В 2011 году показал четвёртый результат на Универсиаде в Шэньчжэне, присутствовал в качестве запасного копьеметателя на чемпионате мира в Тэгу.
В 2012 году выиграл бронзовую медаль на Кубке Европы по зимним метаниям в Баре, закрыл десятку сильнейших на чемпионате Европы в Хельсинки. Благодаря череде удачных выступлений удостоился права защищать честь страны на летних Олимпийских играх в Лондоне — на предварительном квалификационном этапе метнул копьё на 78,56 метра, чего оказалось недостаточно для выхода в финал.
После лондонской Олимпиады Мятас остался действующим спортсменом на ещё один олимпийский цикл и продолжил принимать участие в крупнейших международных стартах. Так, в 2013 году он взял бронзу на Кубке Европы по зимним метаниям в Кастельоне, занял девятое место на чемпионате мира в Москве, тогда как на домашних соревнованиях в Кохила установил свой личный рекорд в метании копья — 83,48 метра.
В 2014 году получил бронзовую награду на Кубке Европы по зимним метаниям в Лейрии, был шестым на чемпионате Европы в Цюрихе.
На чемпионате мира 2015 года в Пекине занял итоговое 12-е место.
В 2016 году стал четвёртым на чемпионате Европы в Амстердаме. Выполнив олимпийский квалификационный норматив (83,00), благополучно прошёл отбор на Олимпийские игры в Рио-де-Жанейро. На сей раз на предварительном квалификационном этапе метания копья показал результат 79,40 метра и вновь в финал не вышел.
Завершил спортивную карьеру по окончании сезона 2018 года.